# Znak drogowy

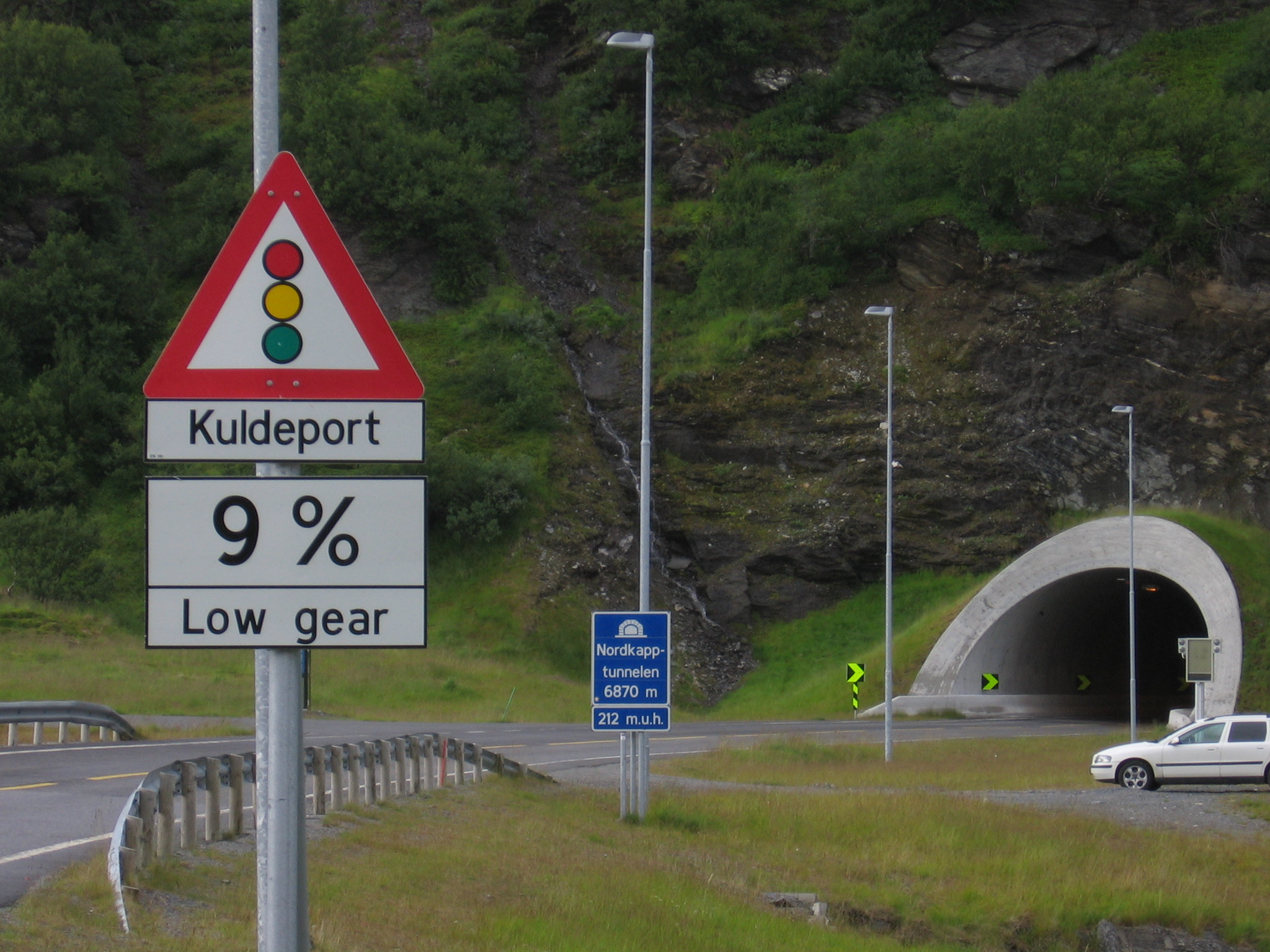
Znaki drogowe przed wjazdem do tunelu na wyspę Magerøya w Norwegii:
znak ostrzegawczy „sygnały świetlne” z tabliczką ostrzegająca przed zamykaniem tunelu podczas niskich temperatur; tabliczka informująca o stromym zjeździe z nachyleniem 9% i napis zalecający przełączenie na niższy bieg (low gear); dalej niebieska tablica informacyjna, przekazująca komunikat o długości (6870 m) i głębokości (212 m p.p.m.) tunelu; dalej widoczne żółto-czarne strzałki kierunkowe na zakręcie

Znak drogowy – znak obowiązujący w ruchu drogowym, którego znaczenie i zakres obowiązywania określone jest w przepisach prawa – na terytorium Polski znaki drogowe normowane są zapisami rozporządzenia w sprawie znaków i sygnałów drogowych.
Znaki drogowe sytuowane są po prawej stronie jezdni, po jej lewej stronie, na niej bądź też nad nią. Dzielą się na: 
- znaki pionowe w postaci tarcz, tablic z napisami lub symbolami, które występują również w postaci znaków świetlnych,
- znaki poziome w postaci linii, napisów i symboli umieszczonych na nawierzchni drogi.

Oprócz powyższych znaków, stosuje się znaki związane z oznaczeniem pasa drogowego, obiektów drogowych i oznaczenia w postaci urządzeń bezpieczeństwa ruchu, w szczególności w związku z zamknięciem drogi lub jej części dla ruchu, a w razie potrzeby – znaki z napisami wskazującymi sposób korzystania z drogi.

## Rys historyczny

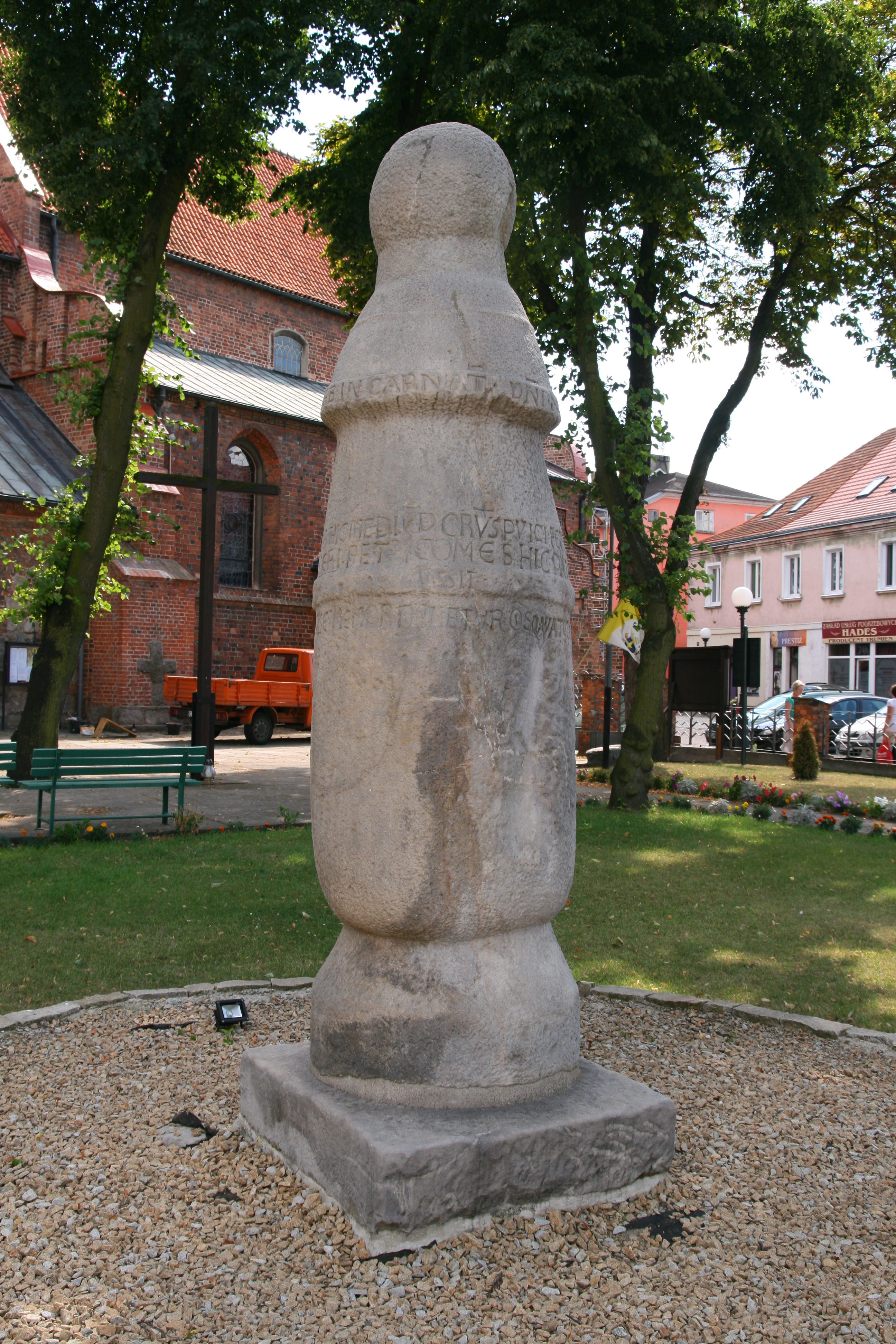
Słup drogowy w Koninie (1151)

Większość krajów europejskich posługuje się jednolitym systemem powszechnie zrozumiałych znaków (symboli). Różnice między poszczególnymi krajami nie są znaczne i wynikają raczej z lokalnej specyfiki (np. znak ostrzegający przed reniferami w krajach skandynawskich albo różnice wynikające z ruchu lewostronnego w W. Brytanii i Irlandii, lub stosowanego w W. Brytanii oznaczenia na znakach ograniczenia prędkości w milach na godzinę). System stosowany w USA i wielu innych krajach jest odmienny, często polegający na informacjach tekstowych, a nie na symbolach jak w Europie. 
W Polsce znaki drogowe pojawiły się w 1908 r. (5 rodzajów). Prawidłowa jazda była jednak jeszcze w l. 20. i 30. egzekwowana jedynie w obrębie miast.
W wyniku prac I Międzynarodowego Kongresu Drogowego w Paryżu z 1908 roku podpisano konwencję międzynarodową z 11 października 1909 roku, wprowadzającą cztery ujednolicone okrągłe znaki ostrzegawcze o miejscach niebezpiecznych na drodze: skrzyżowaniach, ostrych zakrętach, przejazdach kolejowo–drogowych oraz poprzecznych garbach, z obrazowym przedstawieniem tych niebezpieczeństw. Inne znaki pozostały nieujednolicone pomiędzy państwami. Kolejna konwencja z 24 kwietnia 1926 roku zmieniła formę tarcz znaków ostrzegawczych z okrągłej na trójkątną i dodała znak przejazdu kolejowo–drogowego bez czynnego systemu zabezpieczeń z rysunkiem lokomotywy oraz stosowany w niektórych krajach znak ostrzegający w formie trójkąta ażurowego. Pod auspicjami Ligi Narodów, na konferencji w Genewie 30 marca 1931 roku część państw europejskich, w tym Polska, podpisała kolejną konwencję międzynarodową, ustalającą wzory znaków ostrzegawczych, regulacyjnych i informacyjnych według propozycji Międzynarodowego Związku Uznanych Automobilklubów (AIACR). Wprowadziła ona dwa dalsze znaki ostrzegawcze: trójkąt z pionową kreską dla oznaczenia innego niebezpiecznego miejsca oraz trójkąt odwrócony wierzchołkiem w dół dla oznaczenia pierwszeństwa przejazdu na skrzyżowaniach. Konwencja nie regulowała jednak koloru znaków ostrzegawczych, pozostawiając to jej stronom. Wprowadzono nadto okrągłe znaki regulujące ruch, z przewagą koloru czerwonego uwydatniającego okrągłą formę znaku przy znakach ustanawiających zakazy. Między innymi wprowadzono wówczas niezmienione już zasadniczo znaki: zakazu ruchu (wszelkich pojazdów, samochodów, motocykli), zakazu wjazdu, zakazu postoju, ograniczenia prędkości i dopuszczalnej masy. Dla znaków informacyjnych ustalono formę prostokątną i dowolny kolor, w tym jako znak dozwolonego postoju literę „P”, z zaleceniem koloru niebieskiego.
W krajach europejskich (ze względu na posługiwanie się różnymi językami) przyjęto, że niezrozumienie dodatkowej informacji tekstowej pod znakiem nie powinno prowadzić do sytuacji, gdy użytkownik drogi mógłby popełnić wykroczenie. Z tego wynika, że dodatkowe informacje pod znakami zakazu powinny łagodzić zakaz („Nie dotyczy...”, „Dotyczy tylko...”), a nigdy rozszerzać („Dotyczy również...”). Opierając się na tej zasadzie, usunięto oznakowanie np. miejsc parkingowych znakiem D-18 („parking”) z dopiskiem „tylko w dni świąteczne”, a zastąpiono je znakami B-35 („zakaz postoju”) z dopiskiem „nie dotyczy dni świątecznych”; choć oba oznakowania są równoważne, to osoby nie znające polskiego, nie rozumiejąc dopisku pod D-18, mogłyby popełnić wykroczenie, a nie rozumiejąc dopisku pod B-35, poszukają parkingu gdzie indziej.

## Podział znaków drogowych
Znaki drogowe pionowe dzielą się na:
- znaki ostrzegawcze – trójkątne w czerwonym obramowaniu(1), czarny (w niektórych znakach – kolorowy) symbol na żółtym tle (w większości krajów tło tych znaków jest białe)
- znaki zakazu – okrągłe w czerwonym obramowaniu, czarny (w niektórych znakach – kolorowy) symbol na białym tle(2),(3),(4) (w niektórych krajach tło tych znaków jest żółte)
- znaki nakazu – okrągłe, niebieskie, z białym symbolem na niebieskim tle(5)
- znaki informacyjne – prostokątne, niebieskie (ew. z białym polem na tle niebieskim), z białym lub czarnym symbolem na niebieskim lub białym tle(6)
- znaki kierunku i miejscowości, zwane popularnie drogowskazami – o różnym kształcie i kolorze zależnym od sytuacji
- opisy znaków – małe prostokątne, białe lub żółte tabliczki z czarnym napisem lub symbolem, umieszczone pod znakiem.
(1) Trójkąty te skierowane są wierzchołkiem ku górze z wyjątkiem znaku A-7 (ustąp pierwszeństwa przejazdu); rozwiązanie to zapewnia jednoznaczne rozumienie tego znaku także przy patrzeniu na niego od tyłu (por. B-20)
(2) wyjątek: B-20 (STOP) ma kształt ośmiokąta; rozwiązanie to zapewnia jednoznaczne rozumienie tego znaku także przy patrzeniu na niego od tyłu (por. A-7)
(3) znaki B-39 (strefa ograniczonego postoju) i B-43 (strefa ograniczonej prędkości) wymalowane są na prostokątnych tablicach podobnie, jak ich odwołania (B-40, B44)
(4) odwołania zakazów mają wygląd podobny do zakazu, ale brak w nich czerwonego obramowania, a symbol jest szary i przekreślony grubą czarną linią
(5) wyjątek: znak C-17 (nakazany kierunek jazdy pojazdów z materiałami niebezpiecznymi) namalowany jest na prostokątnej tablicy
(6) wyjątki: znaki D-1 i D-2, które są żółtymi kwadratami w białym obramowaniu; dodatkowo kwadraty te skierowane są jednym z wierzchołków do góry, co daje dodatkową informację o nich także osobom, patrzącym na te znaki od tyłu (por. A-7 i B-20), oraz znaki od D-42 do D-47, które są dużymi białymi prostokątami.

Rozmiary i wysokość umieszczenia tablic ze znakami drogowymi nie są identyczne we wszystkich krajach, nie są też identyczne we wszystkich miejscach w granicach tego samego kraju. Kryterium branym pod uwagę przy ich umieszczaniu jest dostateczna ich widoczność z odległości pozwalającej zbliżającemu się do znaku kierowcy: dostrzec go, zarejestrować w pamięci, zrozumieć i podjąć adekwatną decyzję. 
W Polsce wielkość znaków drogowych, szczegółowe warunki ich ustawiania, w tym także m.in. wzory tablic znaków pionowych opisuje Rozporządzenie Ministra Infrastruktury z 3 lipca 2003 „w sprawie szczegółowych warunków technicznych dla znaków i sygnałów drogowych oraz urządzeń bezpieczeństwa ruchu drogowego i warunków ich umieszczania na drogach”. 

### Znaki drogowe pionowe

Najczęściej spotykany w Polsce rozmiar znaków drogowych pionowych, zdefiniowany w Rozporządzeniu jako „średni”, to w przypadku tablic okrągłych (zakazy i nakazy) tablica o średnicy 80 cm; w przypadku trójkątnych (ostrzegawczych) – bok trójkąta długości 90 cm, kwadratowych lub prostokątnych (informacyjnych) – bok kwadratu lub krótszy bok prostokąta długości 60 cm.
Przykłady znaków drogowych pionowych stosowanych w Polsce

znak ostrzegawczy A-17 „uwaga na dzieci”
znak ostrzegawczy A-7 „ustąp pierwszeństwa przejazdu”
znak zakazu B-23 „zakaz zawracania”
znak nakazu C-12 „ruch okrężny”
znak informacyjny D-3 „droga jednokierunkowa”
drogowskaz E-3 drogowskaz w kształcie strzały do miejscowości wskazujący numer drogi

Przykłady analogicznych znaków w Niemczech
Przykłady z innych krajów

Irlandia „uwaga dzieci”
Nowa Zelandia „ustąp pierwszeństwa przejazdu”
Szwecja „zakaz zawracania”
USA, znak W2-6 „ruch okrężny”
Japonia „droga jednokierunkowa”
Izrael drogowskaz w trzech językach

### Znaki drogowe poziome
Znaki drogowe poziome malowane są tak, aby z perspektywy kierowcy patrzącego na jezdnię były łatwo czytelne i rozróżnialne, toteż napisy i symbole mają bardzo wydłużony kształt. Zasadniczo znaki malowane są w Polsce farbą białą, czasem — np. na czas remontów dróg — malowane są (lub doklejane) tymczasowe znaki i linie żółte. W takich przypadkach współistniejące z nimi linie białe przestają obowiązywać.
Przykłady znaków drogowych poziomych

znak poziomy P-10 przejście dla pieszych – „zebra”
znak poziomy P-15 trójkąt podporządkowania – uzupełnienie do znaku pionowego A-7